# Паскаль Коссар
Паскаль Коссар (нар. 21 березня 1948) — французький бактеріолог, співробітниця Інституту Пастера. Вона є провідним авторитетом у Listeria monocytogenes, смертельно небезпечному та поширеному харчовому патогені, що викликає енцефаліт, менінгіт, бактеріємію, гастроентерит та інші захворювання.

## Біографія
Коссар народилася на півночі Франції в 1948 році. Вона навчалася у школі в Аррасі. У 1968 році здобула ступінь бакалавра та магістра в Лільському університеті. Потім — ступінь магістра з хімії в Джорджтаунському університеті в 1971 році та ступінь доктора філософії з біохімії в Інституті Пастера та Паризькому університеті в 1977 році (Університет Париж VII). Отримала постдокторську стипендію в Інституті Пастера. Зараз вона є професором і керівником Unité des Interactions Bacéries Cellules в Інституті Пастера. У 1998 році Коссар отримала премію Річарда Лоунсбері та премію L'Oreal-ЮНЕСКО «Для жінок у науці». У 2013 році отримала премію Бальцана за роботу про інфекційні хвороби: основні та клінічні аспекти.

## Роботи
Дослідження Коссар були зосереджені на інфікуванні внутрішньоклітинними бактеріями, зокрема збудником інфекції Listeria monocytogenes.
Listeria — бактеріальний збудник, що передається через їжу, є відповідальним за численні захворювання та 30 % смертності. Бактерія є однією з найкращих моделей внутрішньоклітинного паразитизму, оскільки вона особливо витривала, здатна виживати в різноманітних клітинах, долати численні бар'єри господаря та поширюватися через ActA, білок, відповідальний за рухливість на основі актину. Робота Коссар пролила світло на генетичні та біохімічні процеси, які роблять Лістерію настільки ефективною та смертоносною, завдяки ідентифікації гену bsh; регуляторних механізмів, таких як РНК-термосенсор, який контролює експресію генів вірулентності, зокрема bsh, і шляхи, якими Listeria проникає в клітини та долає фізіологічні бар'єри, такі як гематоенцефалічний бар'єр, кишковий бар'єр і плацентарний бар'єр. Відкриття лабораторією Коссар взаємодії між білком L. monocytogenes, інтерналіном і його клітинним рецептором, Е-кадгерином, було першим таким дослідженням, яке успішно продемонструвало молекулярний механізм, який дозволяє бактеріальному агенту подолати плацентарний бар'єр.
У 2009 році Коссар опублікувала те, що вона описує як першу «бактеріальну оперонну карту» — транскрипційну програму, яка регулює поведінку Listeria в різних умовах середовища. Порівнюючи послідовності лістерій, взятих із ґрунту та кишківника людини, Коссар визначила некодуючі РНК, які сприяють вірулентності лістерій, визначила додаткові репресори РНК і те, що рибосвічки можуть діяти як вниз, так і вгору.
У рамках своєї роботи вона також розробила важливі біологічні інструменти, зокрема трансгенну мишу, яка була першою тваринною моделлю, що подолала видоспецифічність бактерій. Миша мала людську версію мембранного рецептора клітини-господаря, який L. monocytogenes використовував для проникнення в клітини.

## Значні публікації
- Cossart, ред. (29 листопада 2004). Cellular Microbiology. ASM Press. doi:10.1128/9781555817633. ISBN 978-1-68367-203-6.
- Finlay, B. Brett (2001). Cracking Listeria' s Password. Science. American Association for the Advancement of Science (AAAS). 292 (5522): 1665—1667. doi:10.1126/science.1062045. ISSN 0036-8075. PMID 11387462.
- Toledo-Arana, Alejandro; Dussurget, Olivier; Nikitas, Georgios; Sesto, Nina; Guet-Revillet, Hélène; Balestrino, Damien; Loh, Edmund; Gripenland, Jonas; Tiensuu, Teresa (17 травня 2009). The Listeria transcriptional landscape from saprophytism to virulence. Nature. Springer Science and Business Media LLC. 459 (7249): 950—956. Bibcode:2009Natur.459..950T. doi:10.1038/nature08080. ISSN 0028-0836. PMID 19448609.